# 黄墨谷
黄墨谷（1913年5月—1998年12月18日），原名潜，号墨谷，福建厦门人，中国词人、词学家，李清照研究专家，中央文史研究馆馆员。